# Míchel Salgado
Miguel Ángel "Míchel" Salgado Fernández (sinh ngày 22 tháng 10 năm 1975) là một cầu thủ bóng đá người Tây Ban Nha chơi ở vị trí Hậu vệ cánh phải. Là cầu thủ đã gắn bó với câu lạc bộ Real Madrid hơn 10 năm, hiện Salgado đã giải nghệ.
Salgado có biệt danh là "Il Due" thể hiện lối chơi đầy sức mạnh, quyết liệt và tấn công bên phía cánh phải đầy mạnh mẽ. Salgado đã gắn bố với câu lạc bộ Real Madrid cả một thập kỉ, ra sân hơn 340 trận cho Real Madrid ở mọi đấu trường. Blackburn Rovers là câu lạc bộ cuối cùng mà Salgado chơi trước khi cầu thủ người Tây Ban Nha giải nghệ.

## Sự nghiệp

### Real Madrid
Năm 1999 Salgado đã được mua bởi Real Madrid với giá 11.000.000 €, thi đấu 29 trận trong mùa giải đầu tiên, đồng thời cũng giúp câu lạc bộ vô địch UEFA Champions League. Quãng thời gian từ năm 1999 đến 2007 là thời kỳ đỉnh cao của Salgado khi anh là sự lựa chọn tin cậy nhất của Real Madrid và giúp câu lạc bộ giành vô số danh hiệu.
Năm 2007, Salgado được thay thế bởi Sergio Ramos và từ đó anh bị mất vị trí chính thức trong đội hình. Năm 2009, Salgado rời Real Madrid sau 10 năm gắn bó và câu lạc bộ cuối cùng anh thi đấu là Blackburn Rovers.

## Sự nghiệp quốc tế
Salgado có trận đấu đầu tiên cho đội tuyển Tây Ban Nha vào ngày 05 Tháng 9 năm 1998, trong vòng loại UEFA Euro 2000. Salgado từng tham gia 2 giải đấu lớn là Euro 2000 và World Cup 2006. Thi đấu 8 năm cho đội tuyển Tây Ban Nha, có tổng cộng 53 trận thi đấu và không ghi được bàn thắng nào.
Do chấn thương, anh đã bỏ lỡ World Cup 2002 và Euro 2004. Salgado cũng đại diện cho đội tuyển bóng đá Galicia và thi đấu 1 trận.

## Danh hiệu
Real Madrid
- La Liga: 2000–01[1] 2002–03,[1] 2006–07,[1] 2007–08[1]
- Intercontinental Cup: 2002[3]
- UEFA Champions League: 1999–2000,[4] 2001–02[5]
- UEFA Super Cup: 2002[6]
- Supercopa de España: 2001,[1] 2003,[1] 2008[1]

## Thống kê
| Câu lạc bộ     | Câu lạc bộ     | Câu lạc bộ       | Giải quốc nội | Giải quốc nội | Cúp          | Cúp          | Cúp liên đoàn   | Cúp liên đoàn   | Giải đấu | Giải đấu | Tổng cộng | Tổng cộng |
| Mùa giải       | Câu lạc bộ     | Giải đấu         | Trận          | Bàn           | Trận         | Bàn          | Trận            | Bàn             | Trận     | Bàn      | Trận      | Bàn       |
| Tây Ban Nha    | Tây Ban Nha    | Tây Ban Nha      | Giải          | Giải          | Copa del Rey | Copa del Rey | Copa de la Liga | Copa de la Liga | Châu Âu  | Châu Âu  | Tổng      | Tổng      |
| -------------- | -------------- | ---------------- | ------------- | ------------- | ------------ | ------------ | --------------- | --------------- | -------- | -------- | --------- | --------- |
| 1994/95        | Celta          | La Liga          | 14            | 0             |              |              |                 |                 |          |          | 14        | 0         |
| 1995/96        | Celta          | La Liga          | 18            | 0             |              |              |                 |                 |          |          | 18        | 0         |
| 1996/97        | Salamanca      | Segunda División | 36            | 1             |              |              |                 |                 |          |          | 36        | 1         |
| 1997/98        | Celta          | La Liga          | 25            | 0             |              |              |                 |                 |          |          | 25        | 0         |
| 1998/99        | Celta          | La Liga          | 35            | 3             |              |              |                 |                 |          |          | 35        | 3         |
| 1999/00        | Celta          | La Liga          | 1             | 0             |              |              |                 |                 |          |          | 1         | 0         |
| 1999/00        | Real Madrid    | La Liga          | 29            | 0             | 0            | 0            | -               | -               | 17       | 0        | 46        | 0         |
| 2000/01        | Real Madrid    | La Liga          | 27            | 1             | 0            | 0            | -               | -               | 11       | 0        | 38        | 1         |
| 2001/02        | Real Madrid    | La Liga          | 35            | 0             | 1            | 0            | -               | -               | 14       | 0        | 50        | 0         |
| 2002/03        | Real Madrid    | La Liga          | 35            | 0             | 0            | 0            | -               | -               | 16       | 1        | 51        | 1         |
| 2003/04        | Real Madrid    | La Liga          | 35            | 1             | 1            | 0            | -               | -               | 10       | 0        | 46        | 1         |
| 2004/05        | Real Madrid    | La Liga          | 28            | 2             | 0            | 0            | -               | -               | 9        | 0        | 37        | 2         |
| 2005/06        | Real Madrid    | La Liga          | 27            | 0             | 1            | 0            | -               | -               | 5        | 0        | 33        | 0         |
| 2006/07        | Real Madrid    | La Liga          | 16            | 0             | 0            | 0            | -               | -               | 1        | 0        | 17        | 0         |
| 2007/08        | Real Madrid    | La Liga          | 8             | 0             | 3            | 0            | -               | -               | 2        | 0        | 13        | 0         |
| 2008/09        | Real Madrid    | La Liga          | 9             | 0             | 0            | 0            | -               | -               | 1        | 0        | 10        | 0         |
| Anh            | Anh            | Anh              | Giải đấu      | Giải đấu      | FA Cup       | FA Cup       | League Cup      | League Cup      | Châu Âu  | Châu Âu  | Tổng cộng | Tổng cộng |
| 2009/10        | Blackburn      | Premier League   | 21            | 0             | 1            | 0            | 4               | 1               | -        | -        | 26        | 1         |
| 2010/11        | Blackburn      | Premier League   | 36            | 0             | 2            | 0            | 0               | 0               | 0        | 0        | 38        | 0         |
| 2011/12        | Blackburn      | Premier League   | 9             | 0             | 0            | 0            | 0               | 0               | 0        | 0        | 9         | 0         |
| Đất nước       | Tây Ban Nha    | Tây Ban Nha      | 378           | 8             | 7            | 0            | -               | -               | 86       | 1        | 470       | 9         |
| Đất nước       | Anh            | Anh              | 66            | 0             | 3            | 0            | 4               | 1               | -        | -        | 73        | 1         |
| Tổng sự nghiệp | Tổng sự nghiệp | Tổng sự nghiệp   | 444           | 8             | 10           | 0            | 4               | 1               | 86       | 1        | 543       | 10        |

### Đội tuyển quốc gia
| Tây Ban Nha | Tây Ban Nha | Tây Ban Nha |
| Năm         | Trận        | Bàn         |
| ----------- | ----------- | ----------- |
| 1998        | 3           | 0           |
| 1999        | 9           | 0           |
| 2000        | 5           | 0           |
| 2001        | 0           | 0           |
| 2002        | 5           | 0           |
| 2003        | 10          | 0           |
| 2004        | 8           | 0           |
| 2005        | 8           | 0           |
| 2006        | 5           | 0           |
| Tổng cộng   | 53          | 0           |